# العكد (جبلة)

تعديل مصدري - تعديل

العكد محلة تابعة لقرية الخزيجة، التابعة لعزلة الثوابي بمديرية جبلة إحدى مديريات محافظة إب في الجمهورية اليمنية، بلغ تعداد سكانها 66 حسب تعداد اليمن لعام 2004.